# ティート・ゴヤ
ティート・ゴヤ(Tito Goya、1951年 - 1985年)は、プエルトリコ系アメリカ人の俳優。本名はアンドリュー・バトラー。

## 略歴
1951年、ニューヨーク州ブレントウッドで生まれ、母親、義理の父親、5人の兄弟と共に育つ。少年時代から窃盗、強盗、麻薬などの犯罪に手を出し、1972年頃にシンシン刑務所に収監されているときミゲル・ピニェロと出会った。同じプエルトリコ系の仲間として「アパッチ砦・ブロンクス」「ショート・アイズ」「特捜刑事マイアミ・バイス」で共演した。
1977年の映画「ショート・アイズ」の撮影中、過去に犯した拳銃強盗の容疑でミゲル・ピニェロと共に逮捕された。このときは証拠不十分で釈放されたが、15歳の頃から窃盗、暴行、強盗、麻薬所持、目撃者への賄賂など30件以上の犯罪で起訴されている彼を信用しない関係者も多くいた。
その後、弟がいるテキサス州トラヴィス郡オースティンに移り住んだが、1985年1月、7年前にオースティンで発生した殺人事件の容疑で再び逮捕された。供述によると、弟と一緒にディスコに行ったときディスコにいたルディ・トレヴィーノと口論になった。相手が先に2人に発砲したため兄弟はいったん逃げたが、その後トレヴィーノをレストランで見つけ小口径ライフル一発を胸に向けて発砲し殺害したとされる。
1985年9月には仮釈放になり裁判の呼び出しを待つ身だったが、その年の12月、裁判が始まる直前に自宅で遺体で発見された。事件性はなく肝硬変による病死と診られている。共犯の弟は1997年に有罪判決が下され20年の刑を言い渡された。
1984年の「特捜刑事マイアミバイス」のシーズン1・第4,5話「宿敵カルデロン(前・後編)」でのカルロス・メンデス役が遺作となった。

### 映画
| 公開年 | 邦題 原題                                        | 役名                     | 備考       |
| ------ | ------------------------------------------------ | ------------------------ | ---------- |
| 1976   | マラソンマン Marathon Man                        | メレンデス               |            |
| 1977   | Andy Warhol's Bad                                | Manuel Rivera            |            |
| 1977   | Short Eyes                                       | Julio "Cupcakes" Mercado |            |
| 1979   | オールザットジャズ All that Jazz                 | 付き人                   |            |
| 1979   | Going in Style                                   | Gypsy Taxi Driver        | テレビ映画 |
| 1980   | ジャグラー ニューヨーク25時 Night of the Juggler | ポン引き                 |            |
| 1981   | アパッチ砦・ブロンクス Fort Apache, The Bronx    | ヘルナンド捜査官         |            |

### テレビ番組
| 放映年 | 邦題 原題                           | 役名               | 備考        |
| ------ | ----------------------------------- | ------------------ | ----------- |
| 1976   | 刑事セルピコ Serpico                | クールアイ         | 1エピソード |
| 1976   | 刑事コジャック Kojack               | チノ               | 1エピソード |
| 1984   | 特捜刑事マイアミ・バイス Miami Vice | カルロス・メンデス | 2エピソード |

### 舞台
| 年   | 原題       | 備考    |
| ---- | ---------- | ------- |
| 1973 | Short Eyes | Cupcake |